# Фатих джамия (Триглия)
Вижте пояснителната страница за други значения на Фатих джамия.
Фатих джамия (на турски: Fatih Camii) се намира в крайбрежното градче Три́глия на Мраморно море в близост до Бурса. Днес е джамия, но е построена през 8 век като византийска християнска църква, посветена на Теодор Стратилат, който бил стратег във Витиния.
Църквата е строена между 720 и 730 г. сл. Хр. и първоначално е известна като Църквата на Христос и Свети Стефан. След успешната османска обсада на Бурса, сградата е превърната в джамия и е наречена „Фатих“, което означава „завоевание“.
Османската джамия е повторно осветена като църква по време на гръцката окупация на района по време на гръко-турската война от 1919-1922.
Църквата е най-старата византийска постройка в региона и е със защитен статут. Тя носи отпечатъка на типичния византийски кръсто-квадратен стил и има византийски стенописи над колоните на входа и на купола, който е с височина 19 m.